# 法護坊
法護坊（ほうごぼう）は、日蓮正宗総本山大石寺の塔中坊の一つ。妙護坊とともに、奉安堂の戒壇の本尊の守護を担当する坊である。奉安堂の奥にある。

## 歴史
- 1975年（昭和50年）3月29日 - 衛四坊として現在の建物が完成。
- 2002年（平成14年）11月18日 - 第67世法主日顕の発願、開基として建立される。